# کریس بیکن
کریس بیکن (انگلیسی: Chris Bacon؛ زادهٔ ۱۷ مارس ۱۹۷۷) آهنگساز اهل ایالات متحده آمریکا است.